# Azzano Decimo
Azzano Decimo là một đô thị ở tỉnh Pordenone trong vùng Friuli-Venezia Giulia, có cự ly khoảng 90 km về phía tây bắc của Trieste và khoảng 11 km về phía đông nam của Pordenone. Tại thời điểm ngày 31 tháng 12 năm 2004, đô thị này có dân số 13.711 người và diện tích là 51,4 km².
Đô thị Azzano Decimo có các frazioni (các đơn vị cấp dưới, chủ yếu là các làng) Corva, Fagnigola, và Tiezzo.
Azzano Decimo giáp các đô thị: Chions, Fiume Veneto, Pasiano di Pordenone, Pordenone, Pravisdomini.